# Bregaglia
Bregaglia (toponimo italiano; in romancio Bergiaglia , in tedesco Bergell) è un comune svizzero di 1 556 abitanti del Canton Grigioni, nella regione Maloja.

## Geografia fisica

### Territorio
Il territorio del comune di Bregaglia è situato principalmente nella valle omonima e in parte minore in Engadina, sul lago di Sils. Comprende anche le aree disabitate della Val Maroz (la valle in cui il fiume Maira inizia il suo corso), della Val Forno (percorsa dal fiume Orlegna), della Val Bondasca (percorsa dal torrente omonimo) e della Val Fedoz, oltre alla parte superiore della Val Madris (percorsa dal Reno di Madris), in prossimità del confine ovest con l'Italia. Il comune comprende l'interezza della Val Bregaglia svizzera, bagnata dal fiume Orlegna dal Passo del Maloja al punto in cui questo confluisce nella Maira a valle di Casaccia. Da qui la Maira (che si origina sul Piz Duan) continua a scavare la valle fino a Chiavenna, in Italia, situata 10 km dopo il confine italo-elvetico di Castasegna. Del comune fanno parte le cime più alte delle Alpi Retiche, come il Pizzo Cengalo (3367 m), al confine con l'Italia, o il Piz Duan (3131 m). Il comune si trova per la maggior parte all'interno della regione geografica italiana, essendo la Maira parte del bacino del Po, ma si estende anche oltre lo spartiacque alpino: comprende infatti le aree di Maloja, situata in prossimità del passo del Maloja, la sorgente dell'Inn al lago del Lunghin e parte del lago di Sils in Engadina, con il paesino di Isola situato sulle sue sponde meridionali.
Il paese di Stampa, situato circa a metà della valle, dista 16 km da Chiavenna e Maloja, 32 km da Sankt Moritz, 80 km da Lecco, 81 km da Sondrio, 88 km da Tirano, 92 km da Lugano, circa 100 km da Davos e Coira, 110 km da Como, 121 km da Bellinzona, 137 km da Milano, 224 km da Zurigo e 350 km dalla capitale svizzera Berna.

### Clima
La valle è divisa in due sezioni, definite dalla località Porta (Müraia in dialetto), che si trova su un'altura nei pressi di Promontogno: la parte a ovest viene chiamata Sottoporta e presenta un clima mediterraneo, mentre la parte a est, chiamata Sopraporta, ha un clima alpino, quindi più rigido.

## Storia
Il comune di Bregaglia è stato istituito il 1º gennaio 2010 con la fusione dei comuni soppressi di Bondo, Castasegna, Soglio, Stampa e Vicosoprano (che a sua volta nel 1971 aveva inglobato il comune soppresso di Casaccia); il municipio si trova nella frazione Promontogno.

## Società

### Evoluzione demografica
L'evoluzione demografica è riportata nella seguente tabella:
Abitanti censiti

### Lingue e dialetti
La popolazione della valle parla in maggioranza la lingua italiana (76% di italofoni nel 1990), mentre nella parte situata in Engadina è diffuso il romancio, in particolare nella variante putér; nel territorio comunale è diffuso anche il tedesco. Il dialetto locale è il bregagliotto (bargaiot), un dialetto lombardo alpino molto influenzato lessicalmente dal romancio. Nella Sottoporta il dialetto meno influenzato dalla lingua romancia, mentre nella Sopraporta il dialetto ha influenze romance più accentuate.

### Religione
La religione cristiana evangelica era professata dal 71% della popolazione nel 1990; ciò fa di Bregaglia l'unico comune di lingua italiana e di religione protestante del Cantone.

## Cultura

### Istruzione
Vicosoprano è sede della scuola dell'infanzia e della scuola elementare dal 2009; a Stampa si trova una scuola secondaria e a Maloja sono presenti una scuola dell'infanzia e una scuola elementare per allievi che usano normalmente e correntemente due lingue, l'italiano e il tedesco.

## Geografia antropica

### Frazioni
Le frazioni di Bregaglia sono:
- Bondo[9]
  - Promontogno[4]
- Castasegna[10]
- Soglio[11]
  - Madris[12]
  - Spino
- Stampa[3]
  - Borgonovo[13]
  - Caccior
  - Canova
  - Cavril
  - Coltura[14]
  - Maloja[15]
    - Capolago
    - Isola
    - Orden
    - Pila

  - Montaccio
- Vicosoprano[16]
  - Casaccia[17]
  - Pongello
  - Roticcio

## Infrastrutture e trasporti
L'asse viario del comune è la strada principale 3 che collega la valle con l'Engadina (attraverso il passo del Maloja) e con l'Italia alla frontiera di Castasegna. Le stazioni ferroviarie più vicine sono quelle di Chiavenna, gestita da Rete Ferroviaria Italiana, e quella di Sankt Moritz, gestita dalla Ferrovia Retica.

## Amministrazione
Nel 2009 Bregaglia è stato il primo comune del Grigioni italiano ad aver dato diritto di voto agli stranieri residenti. Fa parte del territorio del Grigioni italiano e della contestuale associazione Pro Grigioni Italiano. Ogni famiglia originaria del luogo fa parte del comune patriziale e ha la responsabilità della manutenzione di ogni bene ricadente all'interno dei confini del comune.